# سوق الأحد (بعدان)

تعديل مصدري - تعديل

سوق الأحد هي إحدى قرى عزلة الحرث بمديرية بعدان التابعة لمحافظة إب، بلغ تعداد سكانها 644 نسمة حسب تعداد اليمن لعام 2004.